# Zespół cieśni kanału nadgarstka
Zespół cieśni kanału nadgarstka (łac. syndroma isthmi canalis carpi) – stan chorobowy powstały w wyniku długotrwałego ucisku nerwu pośrodkowego (łac. nervus medianus) biegnącego w kanale nadgarstka.

## Przyczyny i objawy

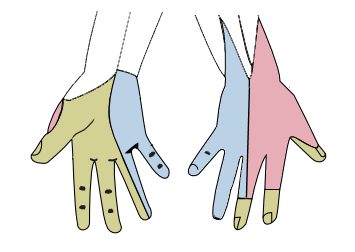
Zakres unerwienia czuciowego skóry prawej ręki:
kolor niebieski – nerw łokciowy
kolor różowy – nerw promieniowy
kolor zielony – nerw pośrodkowy

Przyczyną choroby jest najczęściej obrzęk zapalny nerwu lub tkanek otaczających oraz zwyrodnieniowe lub pourazowe zacieśnienia ograniczonej przestrzeni kanału nadgarstka. Początkowy ucisk na włókna nerwu pośrodkowego doprowadza do zaburzenia ich odżywiania, co wywołuje wtórny obrzęk i nasila dolegliwości. Do objawów klinicznych zespołu należą:
- drętwienia i mrowienia palców I – III ręki oraz połowy palca IV
- mrowienie palca wskazującego (drugiego), środkowego oraz połowy palca serdecznego
- zanik mięśni kłębu kciuka
- dodatni objaw Tinela (pukanie w nerw pośrodkowy na wysokości kanału nadgarstka powoduje parestezje w obrębie palców unerwionych czuciowo przez nerw pośrodkowy)
- dodatni objaw Phalena (nasilenie parestezji po kilku, kilkudziesięciu sekundach utrzymywania zgięcia stawu promieniowo-nadgarstkowego).
- osłabienie siły chwytu, brak precyzji i ograniczenia ruchów
- utrudnione zaciśnięcie ręki w pięść
- wypadanie z dłoni trzymanych przedmiotów

Objawy występują najczęściej w nocy, nasilają się po uniesieniu kończyny, a zmniejszają po opuszczeniu. Po przebudzeniu chory odczuwa mrowienie w obrębie ręki, które często ignoruje, przypisując je przyjęciu nieprawidłowej pozycji podczas snu. W razie większego nasilenia choroby parestezje i ból budzą chorego w nocy, ulgę przynosi wtedy opuszczenie ręki na podłogę.
Przyczyną choroby może być reumatoidalne zapalenie stawów, może też mieć ona charakter choroby zawodowej, np. u sekretarek (pisanie na maszynie), często występuje u kobiet w ciąży. Zespół cieśni kanału nadgarstka występuje także przy częstej i długotrwałej pracy z myszką komputerową. Aby temu zapobiec, zaleca się stosowanie tabletu zamiast myszki lub specjalnej podkładki ergonomicznej pod nadgarstek przy pracy z myszką.

## Diagnostyka
Podstawą diagnostyki jest poprawnie wykonane badanie przez specjalistę chirurga ręki, neurochirurga lub ortopedę. Badaniami dodatkowymi, które pozwalają potwierdzić rozpoznanie, a czasem nawet znaleźć przyczynę są: badanie przewodnictwa nerwowego nerwu pośrodkowego tzw. badania EMG oraz badanie ultrasonograficzne.

## Leczenie

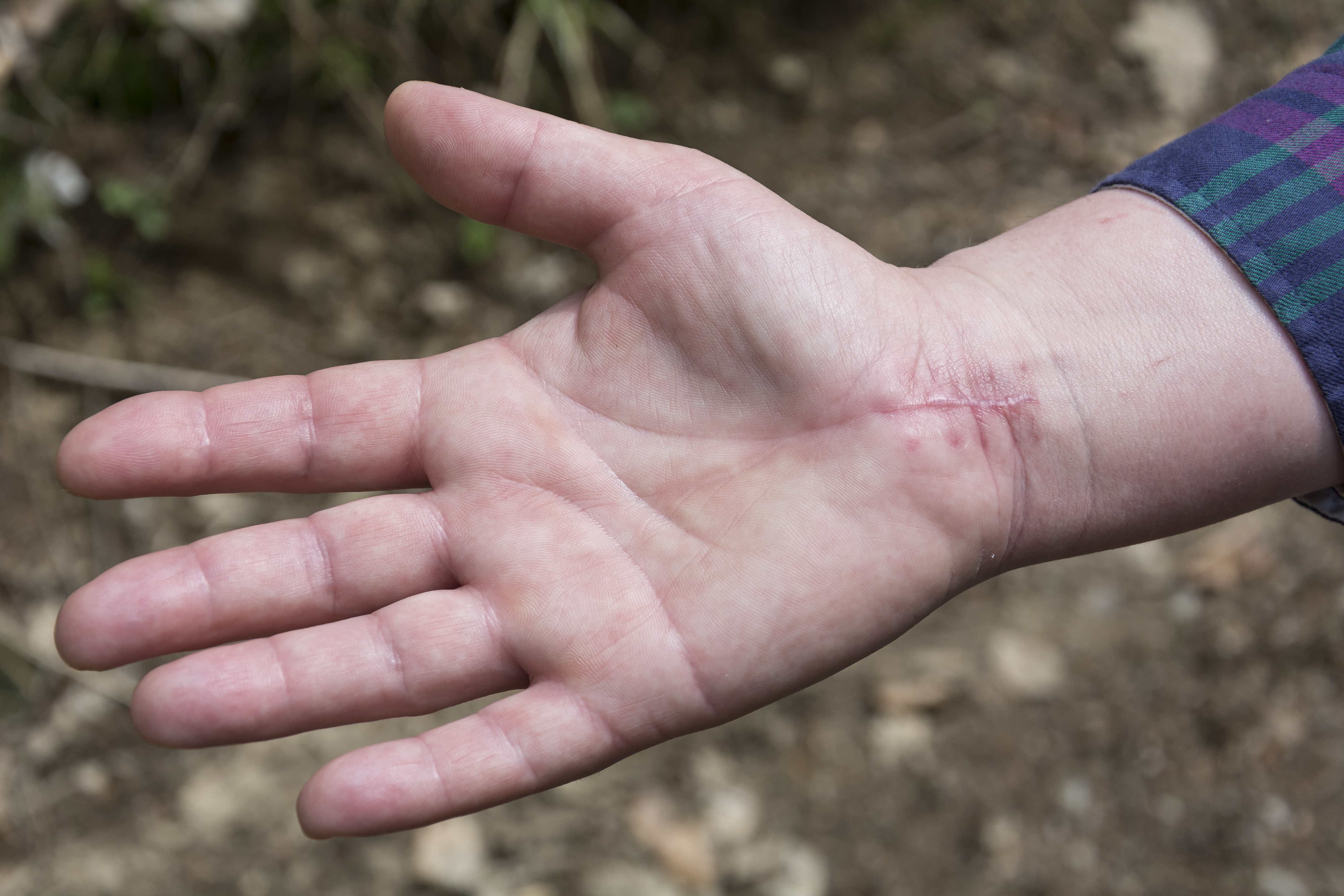
Blizna po leczeniu operacyjnym

Leczenie dzieli się na nieoperacyjne i operacyjne.
Leczenie zachowawcze polega na przyjmowaniu witaminy B6, wykonywaniu iniekcji kortykosteroidów, unieruchomieniu nadgarstka oraz fizjo- i fizykoterapii.
Leczeniem przyczynowym o dużej skuteczności jest operacyjne przecięcie troczka zginaczy i odbarczenie nerwu.
Bardzo dobre efekty zarówno w stanach początkowych, jak i zaawansowanych chorobowo daje zabieg terapii manualnej zwanej neuromobilizacją.
Zalecane jest zrobienie badania EMG, w celu rozpoznania stopnia uszkodzenia nerwów.
Uszkodzenie określa się w skali od 1 do 6, gdzie 1 to bardzo lekkie uszkodzenie, powodujące delikatne drętwienie opuszek I, II, III palca, a 6 to ciężkie uszkodzenie nerwów, kwalifikujące się jedynie do operacji.
Najważniejszym sposobem na leczenie jest nieużywanie chorej ręki. Przy lekkim uszkodzeniu nerw regeneruje się po około 3–4 miesiącach. Zaleca się wizytę u neurologa w celu oceny stopnia choroby.